# Zorzines extranbigue
Zorzines extranbigue är en fjärilsart som beskrevs av Inoue 1989. Zorzines extranbigue ingår i släktet Zorzines och familjen nattflyn. Inga underarter finns listade i Catalogue of Life.